# Hipocéfalo

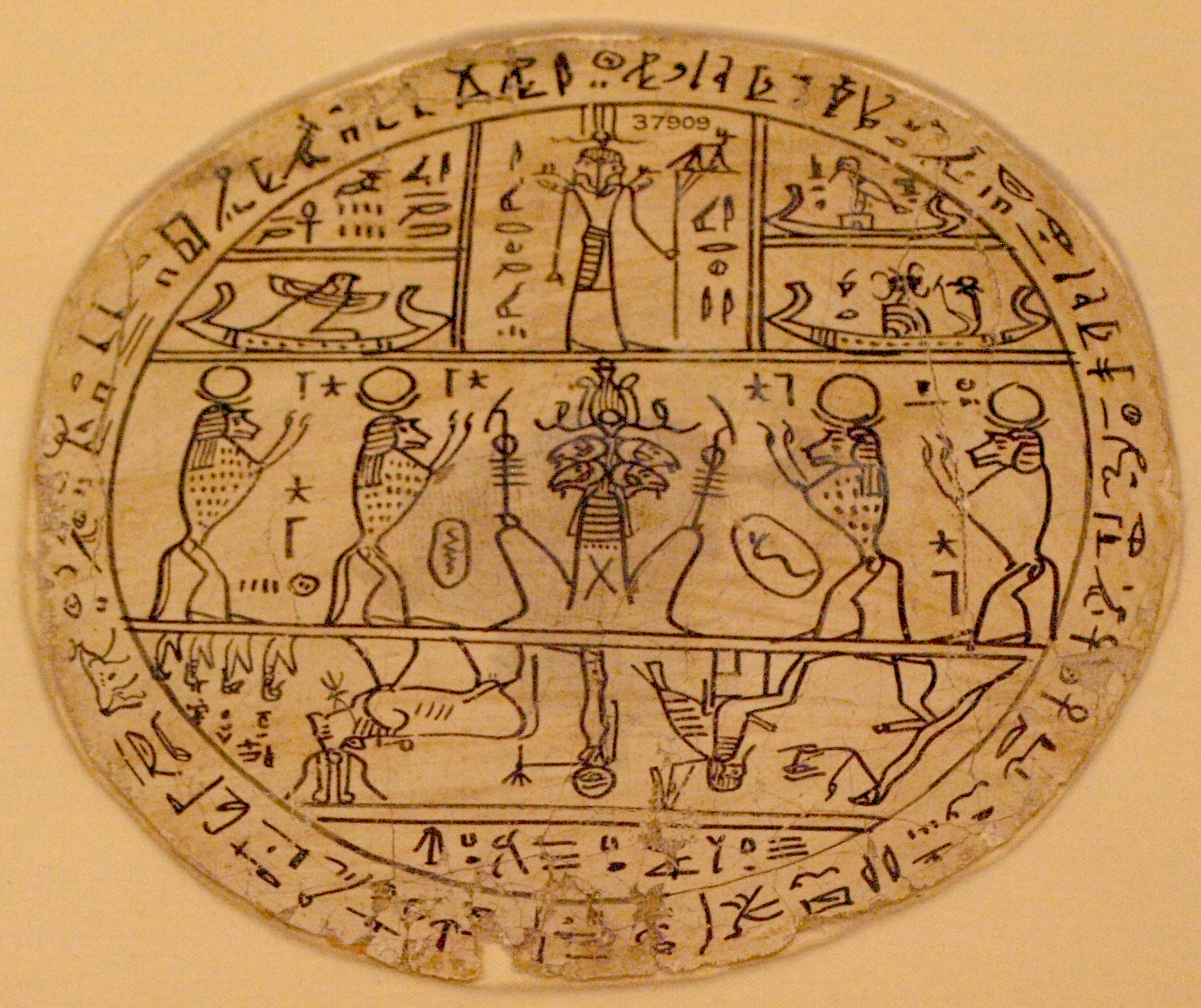
Hipocéfalo de época ptolemaica con el capítulo 162 del Libro de los Muertos. British Museum.

Un hipocéfalo es un pequeño objeto en forma de disco hecho generalmente de lino estucado, pero que también se encuentran en papiro, bronce, oro, madera o arcilla, que los antiguos egipcios, a partir del Período Tardío, colocaban debajo de las cabezas de sus muertos. Se creía que protegían mágicamente al difunto, pues estaban diseñados para "dar calor a la vida", es decir, para darle energía al cuerpo a través de la cabeza, envolverle en calor y alcanzar la luz eterna, haciéndole divino. Sustituyó a un amuleto anterior en forma de vaca.

## Etimología
La palabra deriva de υποκέφαλος "hipocéfalo" = hipo (en griego: "bajo, debajo de") + céfalo (latinización del griego kephalos: "cabeza"); una traducción literal del egipcio kher tep, que tiene el mismo significado.

## Simbolismo
Los hipocéfalos simbolizaban el Ojo de Ra (Ojo de Horus), que representa al sol, y las escenas dibujadas se refieren a las ideas egipcias de la resurrección y la vida después de la muerte, que conectan con el mito de Osiris.  Para los antiguos egipcios la puesta y la salida diaria del sol era un símbolo de muerte y renacimiento. El hipocéfalo representaba todo lo que rodea al sol — el mundo de los vivos, sobre el que pasaba durante el día, que se representaba en la mitad superior, y el de los muertos, que lo cruzaba durante la noche, en la parte inferior. 
Los hipocéfalos aparecieron por primera vez durante la dinastía egipcia saíta (663 a. C. - 525 a. C.) y su uso perduró durante siglos. Se solían decorar con escenas relativas a la creación diaria del sol e inscribir jeroglíficos alrededor de la circunferencia en discos de cartonaje.
Se utiliza de forma abreviada el capítulo 162 del Libro de los Muertos de estos períodos, que contiene instrucciones para la elaboración y uso de hipocéfalos.  Las palabras tomadas de otros idiomas extranjeros utilizados en esta sección han llevado a algunos egiptólogos a pensar en influencias exteriores, posiblemente semitas o nubias.
En sus últimas manifestaciones, durante el período grecorromano, se incluía el segundo Libro de las Respiraciones que estaba atribuido a Thot, con instrucciones para alcanzar la otra vida después de la muerte.

## Preservación
Existen más de cien ejemplares de hipocéfalos en diferentes museos, siendo todos diferentes.
En Europa, en el British Museum, se conservan el hipocéfalo de bronce de Djedhor, dinastía XXX, procedente de Asasif, el de Hornedjitef, datado del reinado de Ptolomeo III, procedente de Abidos, el del músico Neshorpajered, de época ptolemaica y otro más del mismo período.
En los Estados Unidos, se conservan tres en el Museo de Arqueología y Antropología de la Universidad de Pensilvania y uno en el Museo de Bellas Artes de Boston.